# Линдер, Вирджиния
Вирджи́ния Ли́ндер (англ. Virginia Linder), полное имя Вирджи́ния Ли́нн Ли́ндер (англ. Virginia Lynn Linder; род. 1953, Кэньон-Сити, штат Колорадо, США) — американский юрист и государственный служащий. Судья Апелляционного суда штата Орегон с 1999 по 2003 год. Ассоциированный судья Верховного суда штата Орегон с 2013 по 2015 год. В отставке.

## Биография
Родилась в 1953 году в городе Кэньон-Сити, в штате Колорадо. Вскоре после её рождения родители развелись, и мать с детьми переехала на ферму к своим родителям. После мать снова вышла замуж за коллегу-педагога и переехала в штат Калифорния, где прошло детство Линдер. В 1975 году она окончила Южный Орегонский университет в Ашленде. В 1975—1977 годах работала в штате Вирджиния на Восточном побережье. В 1977—1980 годах изучала право в Юридическом колледже университета Уилламетт в Салеме, в штате Орегон, который окончила со степенью доктора юридических наук. Во время обучения в колледже работала в Департаменте юстиции Орегона и секретарём в Апелляционном отделе Генеральной прокуратуры штата. В 1998 году в звании профессора преподавала в Юридическом колледже университета Уилламетт.
Линдер — открытая лесбиянка. Состоит в отношениях с Коллин Силок. Она стала также первой в истории США открытой лесбиянкой — членом Верховного суда штата в стране и первым открытым представителем ЛГБТ-сообщества, избранным на место ассоциированного судьи в Верховный суд штата. Её избирательная кампания 2006 года была поддержана Фондом победы геев и лесбиянок.

### Государственная служба
В 1980 году поступила на службу в качестве помощника генерального прокурора в Апелляционном отделе Министерства юстиции штата Орегон. В 1984 году была назначена помощником генерального солиситора штата Орегон. В 1986 году была назначена генеральным солиситором штата Орегон, став первой женщиной, которая заняла эту должность и прослужила на этой должности дольше всех предшественников. В 1994 году в качестве генерального солиситора представляла штат Орегон в Верховном суде США в процессе «Орегон против АКФ» и одержала победу.
В 1997 году губернатор Джон Кицхабер назначил её на место судьи Апелляционного суда Орегона. В 1998 и 2004 годах Линдер была переизбрана на эту должность. Её кампания за место в Верховном суде Орегона началась в 2005 году, после заявления председателя Верховного суда Уоллеса Карсона-младшего об отставке. Оппонентами Линдер были Джек Робертс и Джин Холлмэн. На первичных выборах в мае Линдер получила 39 % против 42 % голосов Робертса. Поскольку ни один из кандидатов не набрал большинства в ноябре прошёл второй тур, в котором Линдер с 52 % победила Робертса с 48 % голосов. Предвыборный комитет Линдер собрал на её кампанию чуть больше 350 000 долларов, в то время как предвыборный комитет Робертса располагал суммой в 710 000 долларов. Линдер стала первой женщиной, избранной в Верховный суд Орегона; все предыдущие женщины-судьи получали назначение для заполнения квоты. Как вспоминала она позднее: «Я помню, как проснулась утром после выборов и погуглила своё имя, чтобы увидеть обновлённые результаты выборов. Первое, что появилось, была страница Википедии обо мне и факте моего избрания в Верховный суд Орегона. Это звучало как история». С 31 декабря 2015 года в отставке.